# زوتسورو
زوتسورو (ایتالیایی: Zuzzurro؛ ‏ ۲۱ اوت ۱۹۴۶ – ۲۴ اکتبر ۲۰۱۳) بازیگر و کمدین اهل ایتالیا بود.
از جمله فیلم‌های او می‌توان به همه مردان بی‌کفایت و دختر دبیرستانی با دوست پدرش کنار دریا اشاره نمود.